# Relação de ondas estacionárias
Em telecomunicações, Relação de Ondas Estacionárias (ROE em português e SWR em inglês) é a relação entre a amplitude de uma onda estacionária em um ponto de máxima e seu ponto seguinte de mínima, considerando uma linha de transmissão.
Por exemplo, um ROE (SWR) de valor 1.2:1 demonstra que uma máxima amplitude da onda estacionária é 1,2 vezes maior que o valor do mínimo da onda estacionária.
Também é possivel definir o ROE (SWR) em termos de corrente, resultando em ISWR (em inglês), que possui o mesmo valor numérico. Define-se o PSWR (power standing wave ratio) como o quadrado do ROE (VSWR).

## Implicações Práticas do ROE (SWR)
Os casos mais comuns para a medição e análise do ROE (SWR)é quando instala-se e ajusta a transmissão de radiofrequência em antenas. Quando um transmissor é conectado a uma antena por meio de cabos, a impedância da antena e a impedância característica do cabo devem realizar o que é chamado de casamento de impedâncias. Isso garante que a máxima energia é transferida do cabo para a antena.
A impedância da antena varia dependentemente de alguns fatores: A resposta natural da antena de acordo com a frequência aplicada, o comprimento da antena e o diâmetro dos condutores usados para construir as antenas.
Quando uma antena e seu cabo de alimentação não estão com as impedâncias casadas, uma parte da energia elétrica não é transferida para antena. A energia não transferida então é refletida em forma de uma onda de volta para o transmissor. A interação entre as ondas refletidas e as fornecidas pelo transmissor causa padrões de ondas estacionárias. A energia refletida de volta apresenta três problemas em transmissão de radiofrequência: As perdas de potência nas ondas transmitidas aumentam, criam-se distorções no transmissor devido a energia refletida e danos aos circuitos do transmissor podem ocorrer.
Um casamento entre a impedância da antena e a impedância da linha (cabo) é feito geralmente usando um Casador de Impedância (antenna tuner). O casador de impedância pode ser colocado entre o cabo (linha de transmissão) e a antena. Em ambas as posições, será possivel casar os dois elementos e, assim, o transmissor irá operar com um valor baixo de ROE (SWR).
Muitos radio-amadores acreditam que qualquer descasamento de impedância é um dos maiores problemas. No entanto, nem sempre é o caso. Assumindo que o descasamento de impedância está dentro de limites operacionais do transmissor, o operador do rádio deve somente se concentrar com as perdas ocorridas na linha de transmissão (cabo). Perdas de potência aumentam quando o ROE (SWR) aumenta, no entanto esse aumento é geralmente menor que os rádios podem assumir.
Por exemplo, se uma antena tipo dipolo é dimensionada para operar em 3,75 MHz, quando conectada a um transmissor sintonizado em uma frequência na faixa dos 80 metros, o valor do ROE será em torno de 1:1. Porém, quando esse mesmo transmissor é a conectado a essa mesma antena utilizando cerca de 90 metros de comprimento de um cabo coaxial RG-8A, suas perdas devido à atenuação serão de apenas 2.2 dB. As perdas na linha de transmissão (cabo) tipicamente aumentam com a frequência, por isso, em VHF ou frequências superiores, o casamento deve ser mais bem realizado.